# Љиг (река)
Љиг је река у Србији и десна притока Колубаре. Истиче из пећине подно Сувобора и након 33 km тока утиче у Колубару код села Ћелије. Љиг је најводоноснија притока Колубаре.
Узводно од вароши Љига, река је усекла кратку клисуру. Највеће притоке су јој Лалиначка река, Качер и Оњег. Слив Љига је доста угрожен поплавама и ерозијом, па су села у његовом сливу претрпела велике штете у клизиштима 2006. године. Слив Љига дренира западне и југозападне падине Рудника, северне падине Сувобора и Букуље. Највеће насеље у сливу је Љиг, градић и центар општине.
Када је бечки инжењер Винтербергер 1921. испитивао изворе за београдски водовод, предност је дао онима из слива Љига: код Крчмара, код цркве села Ба и код Мокре Пећине.
- Извориште у селу Ба